# Aluniș, Cluj
Aluniș este satul de reședință al comunei cu același nume din județul Cluj, Transilvania, România.

## Vezi și
- Biserica reformată din Aluniș

## Galerie de imagini

Comuna Aluniş și satele componente
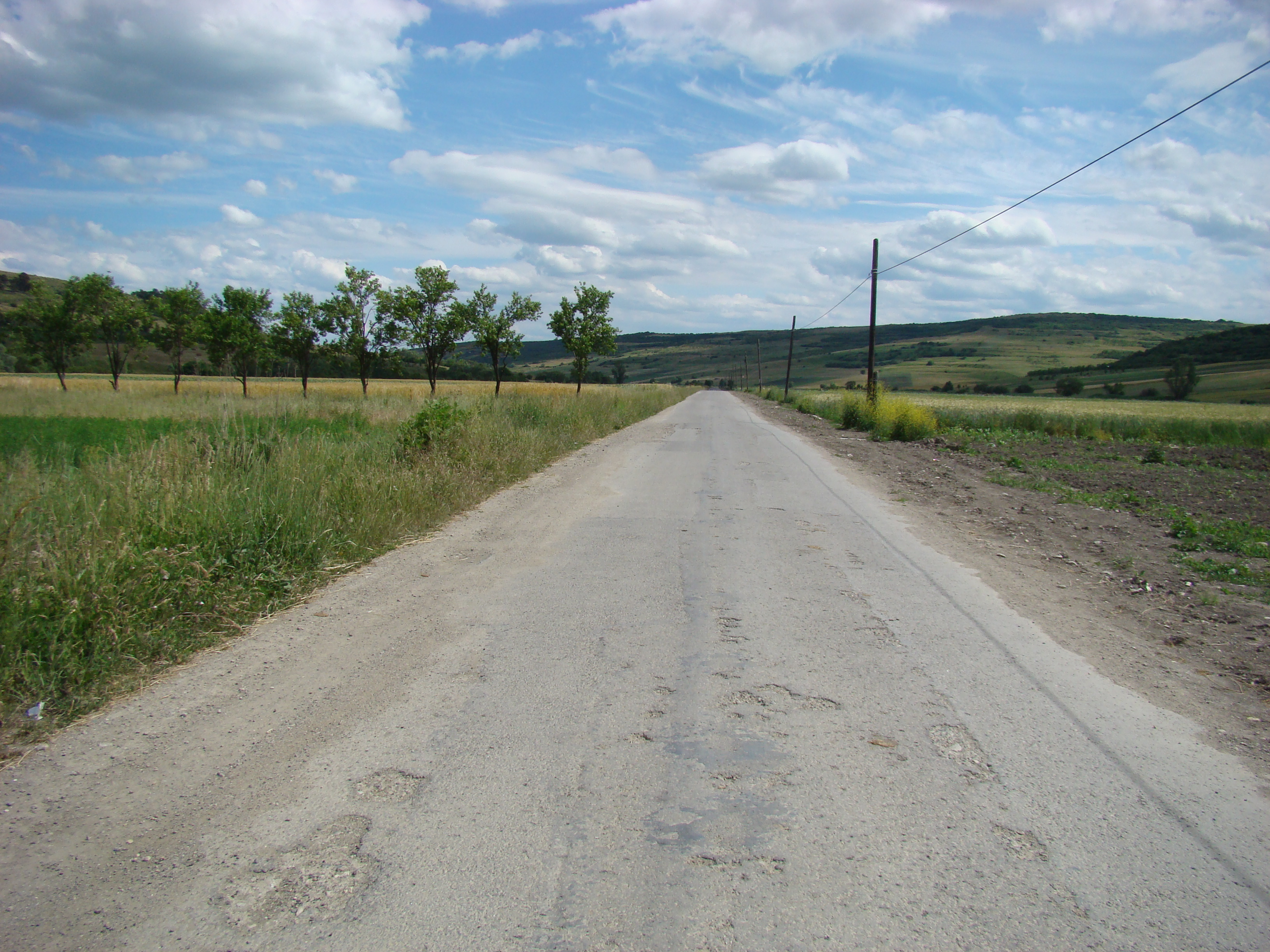
Drumul Iclod-Aluniș
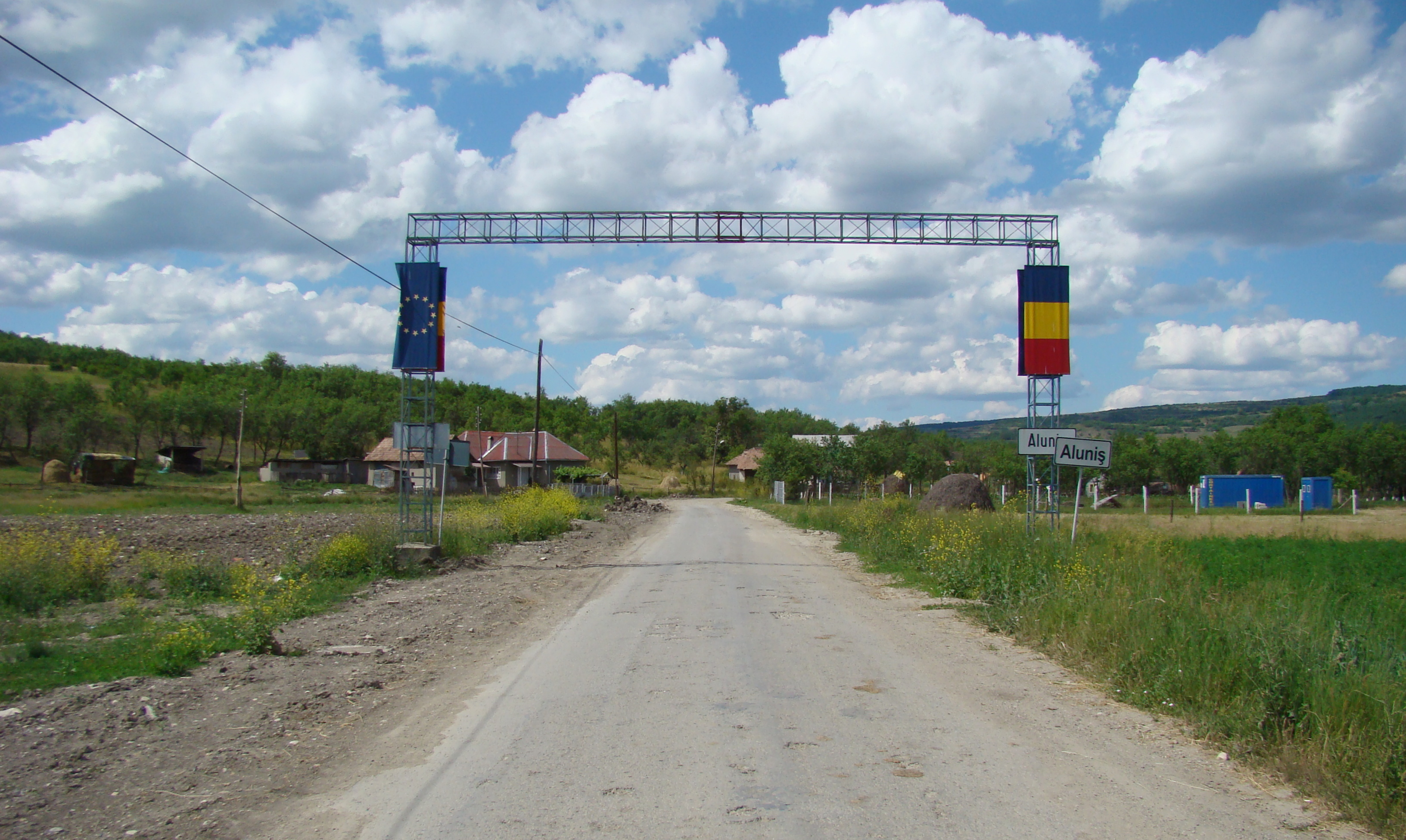
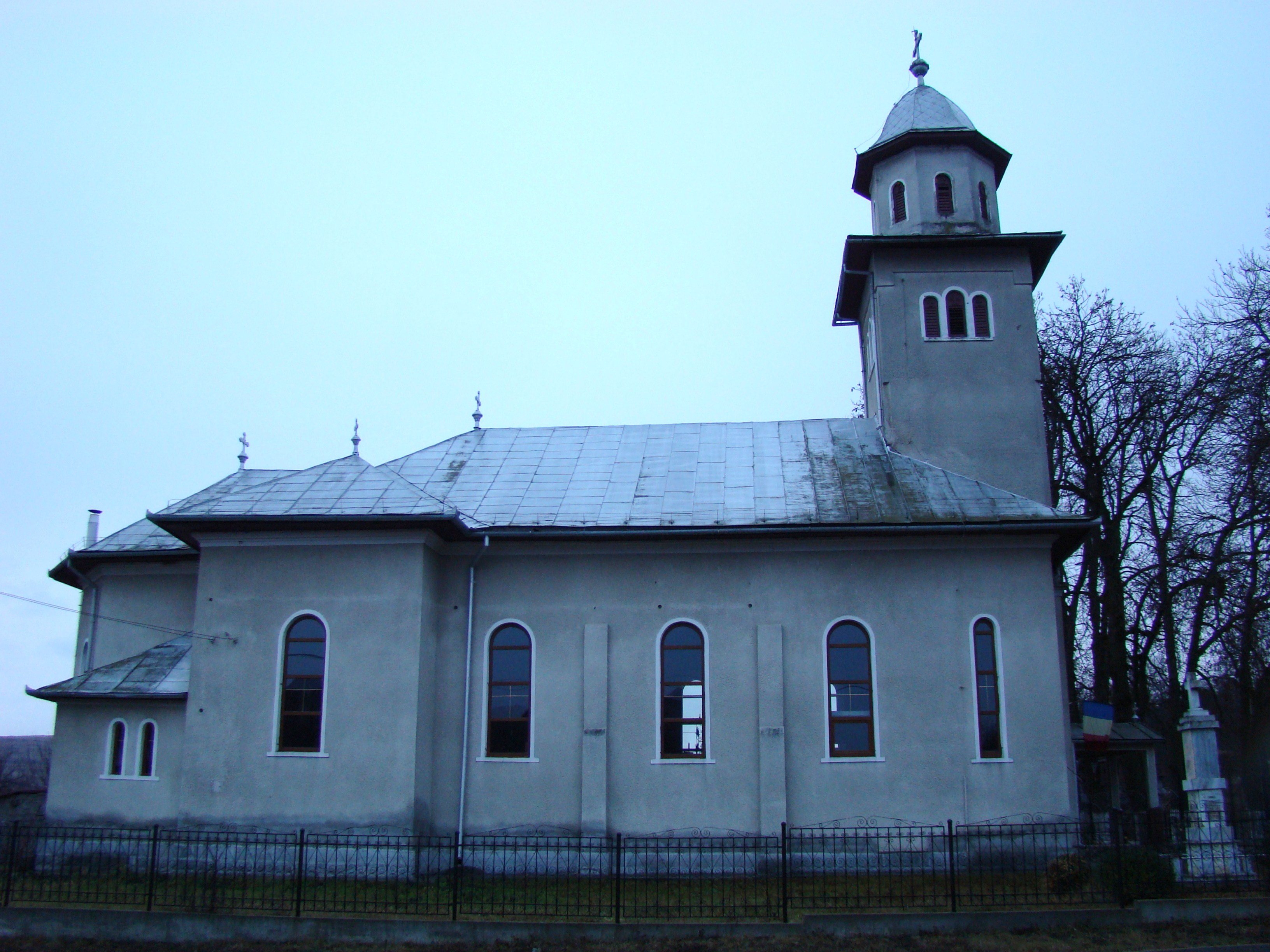
Biserica ortodoxă cu hramul „Înălțarea Domnului”
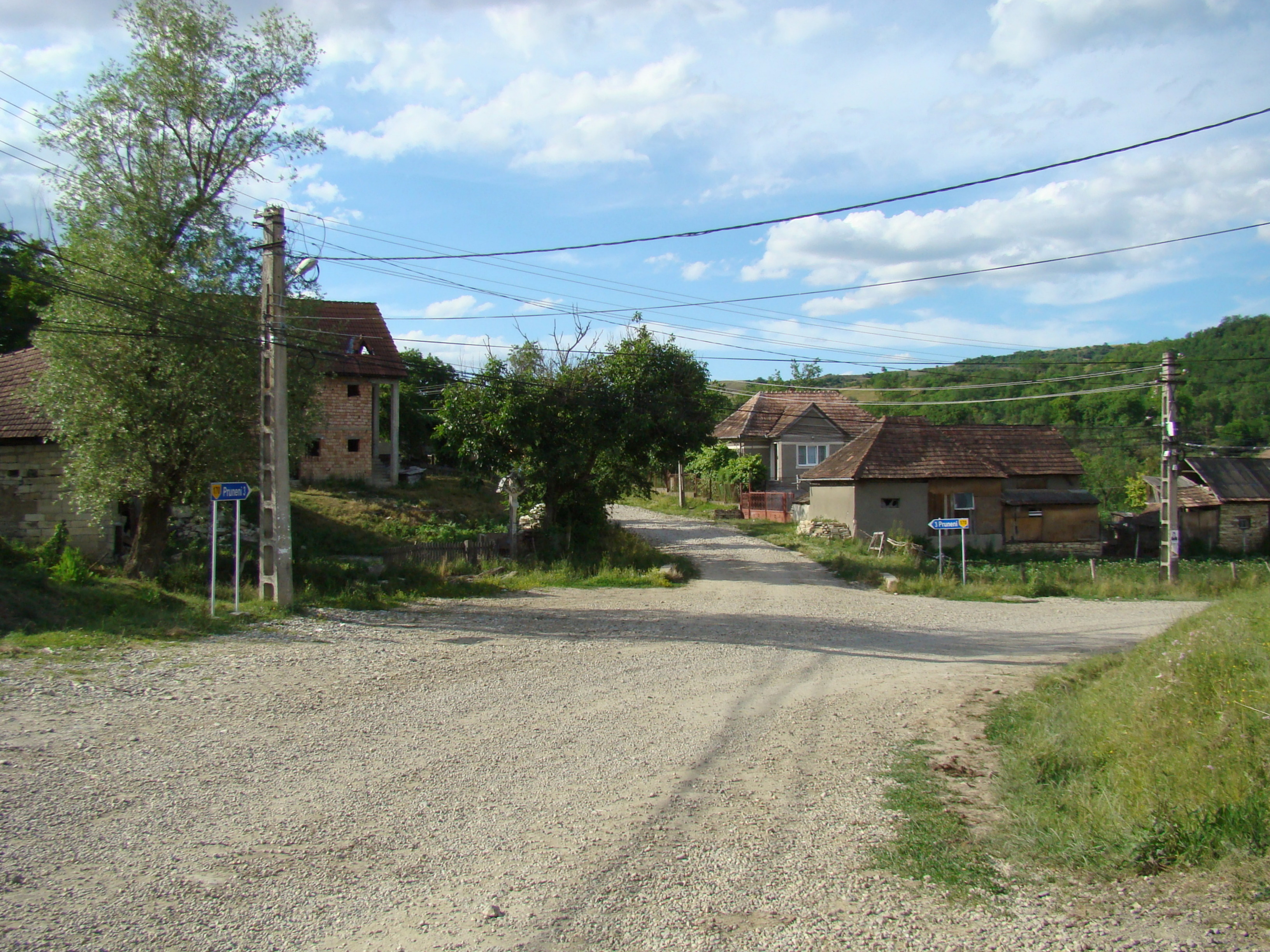
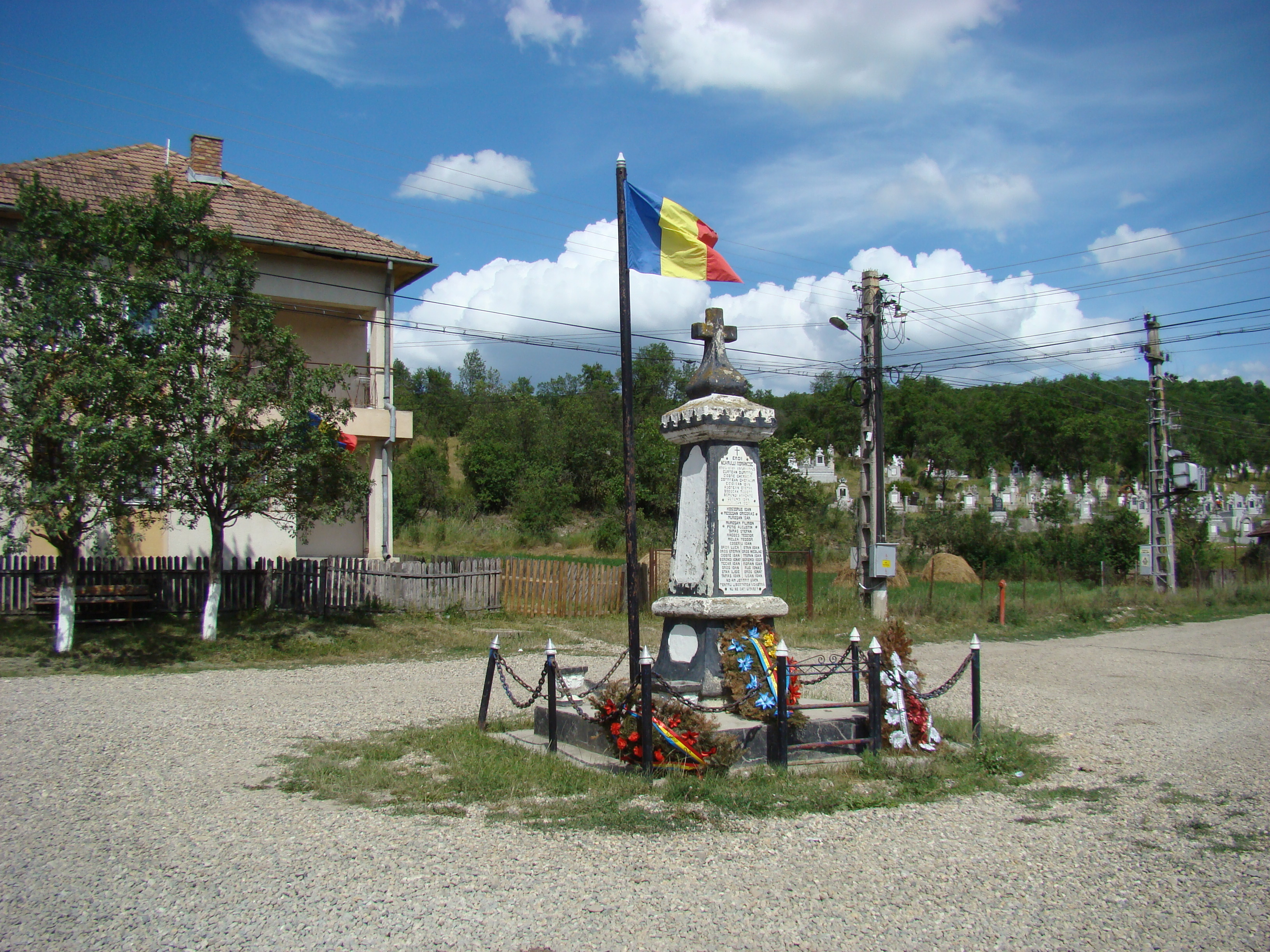
Monumentul Eroilor
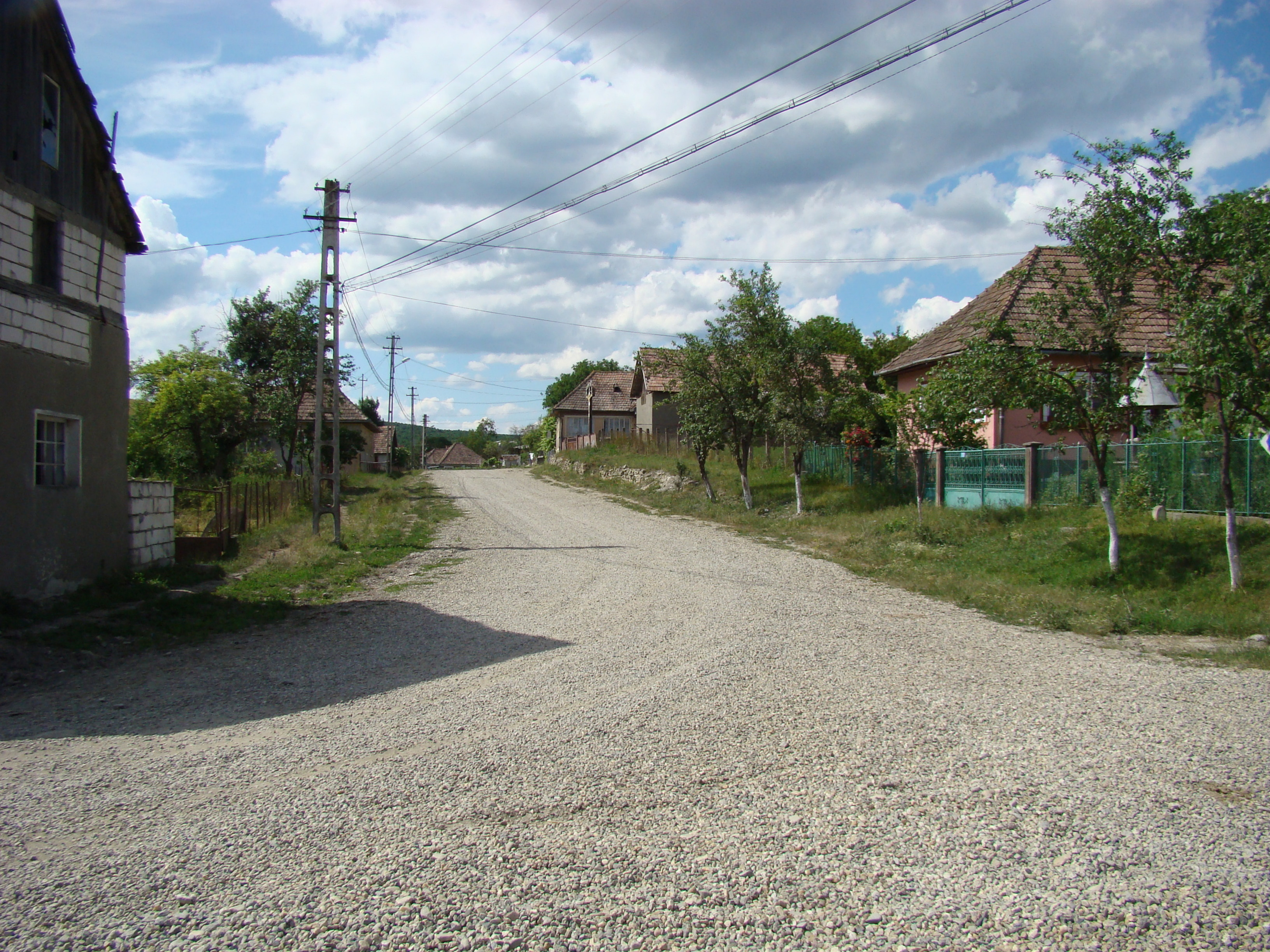
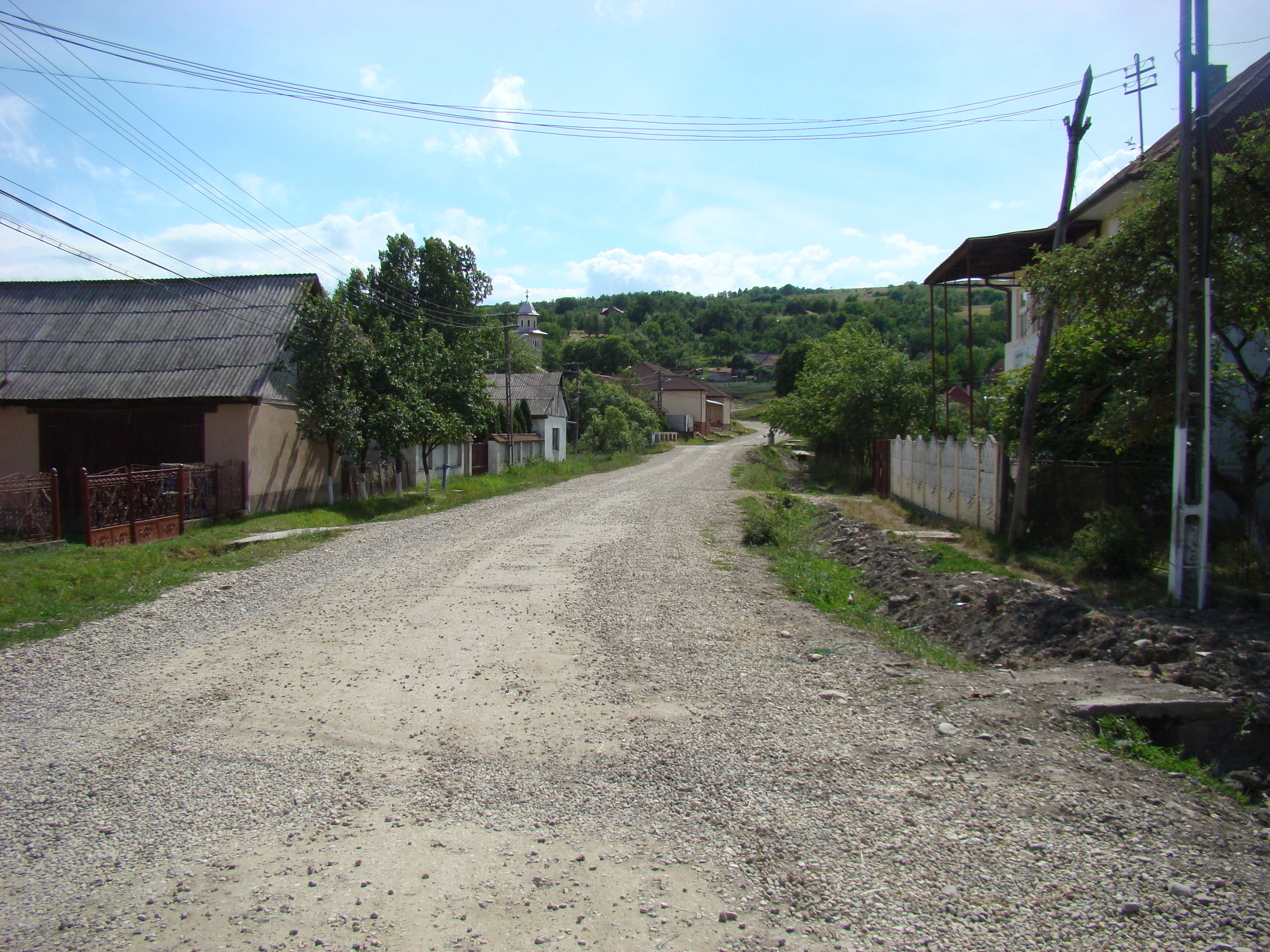
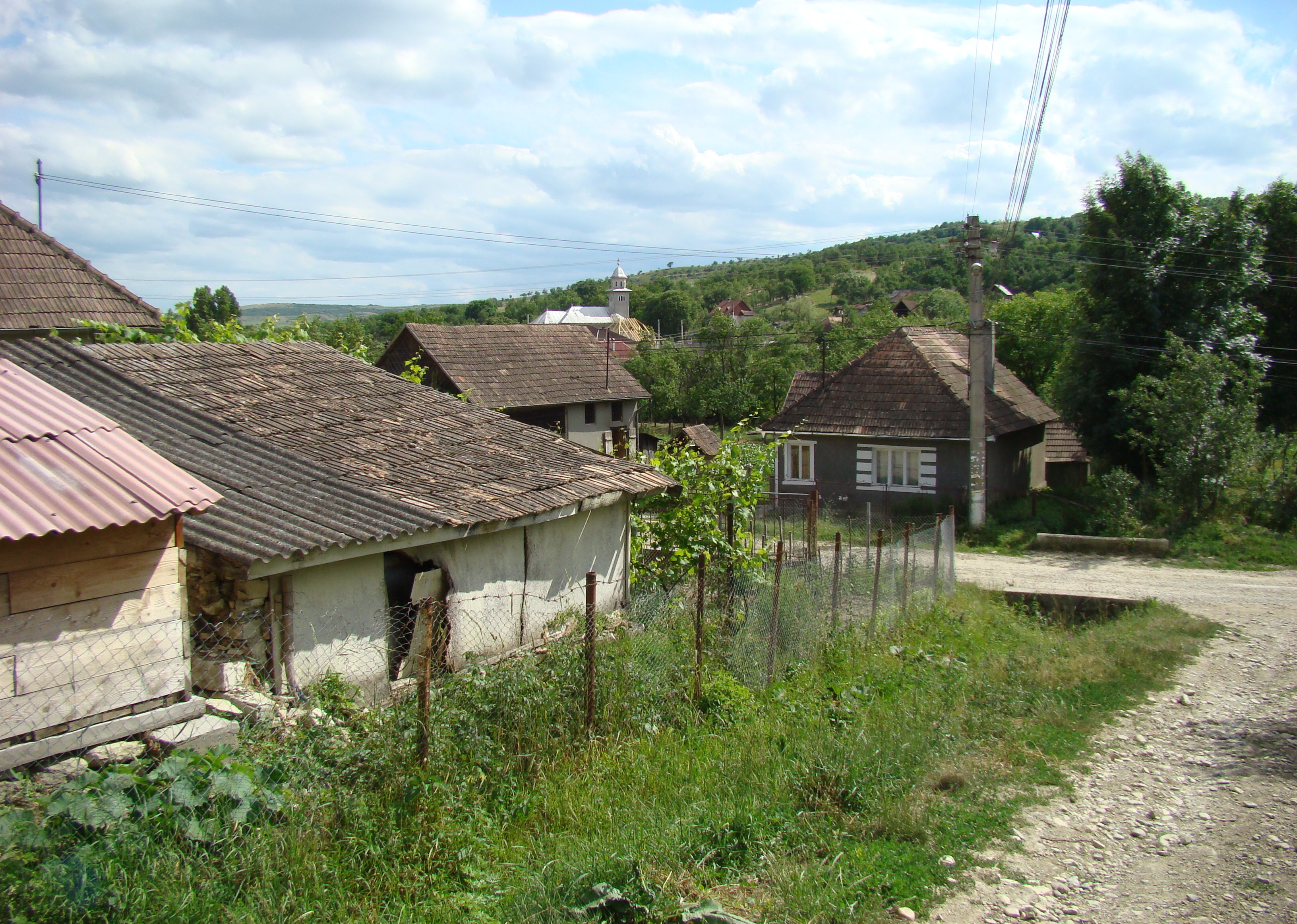
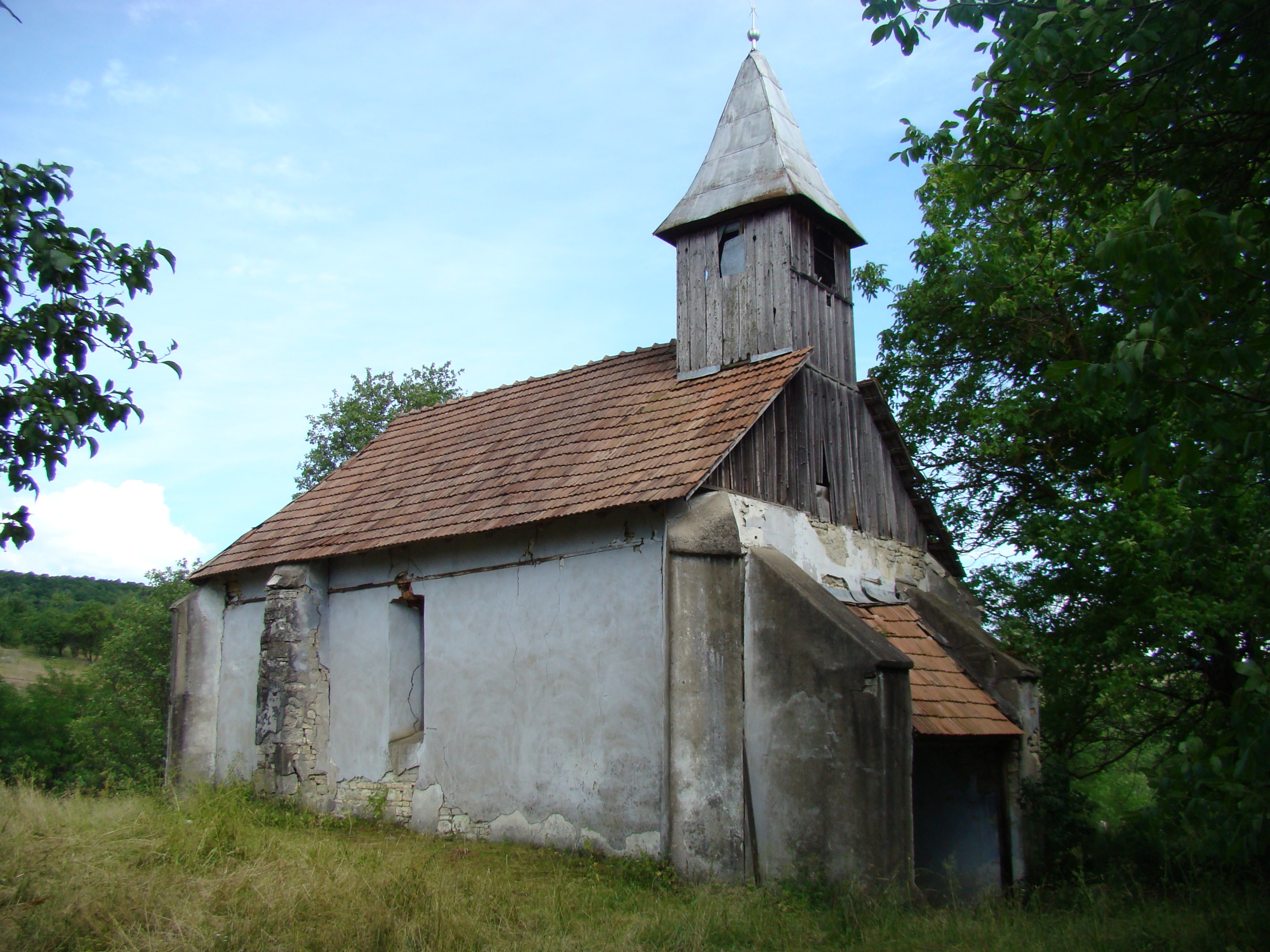
Biserica reformată (monument istoric)
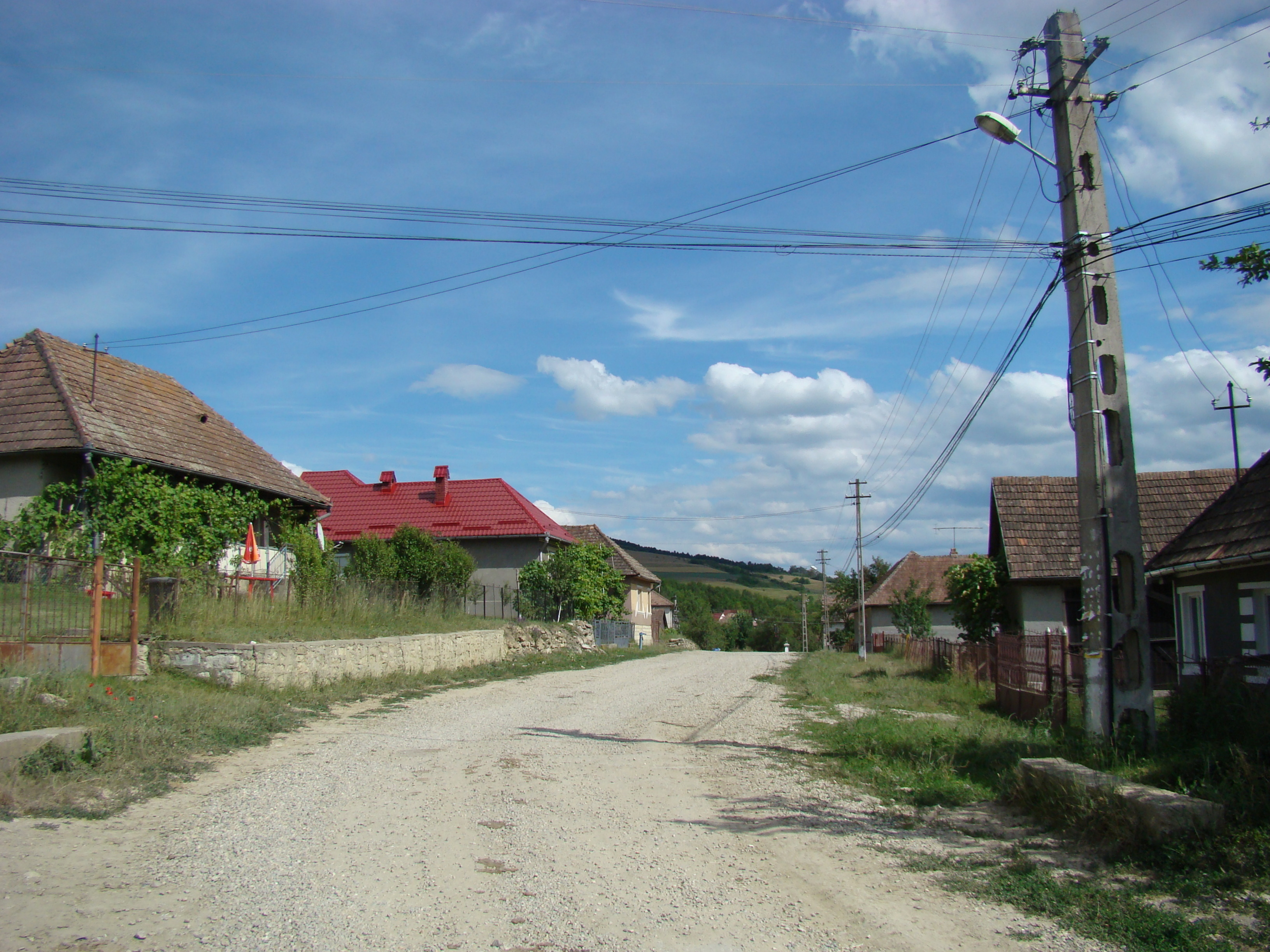
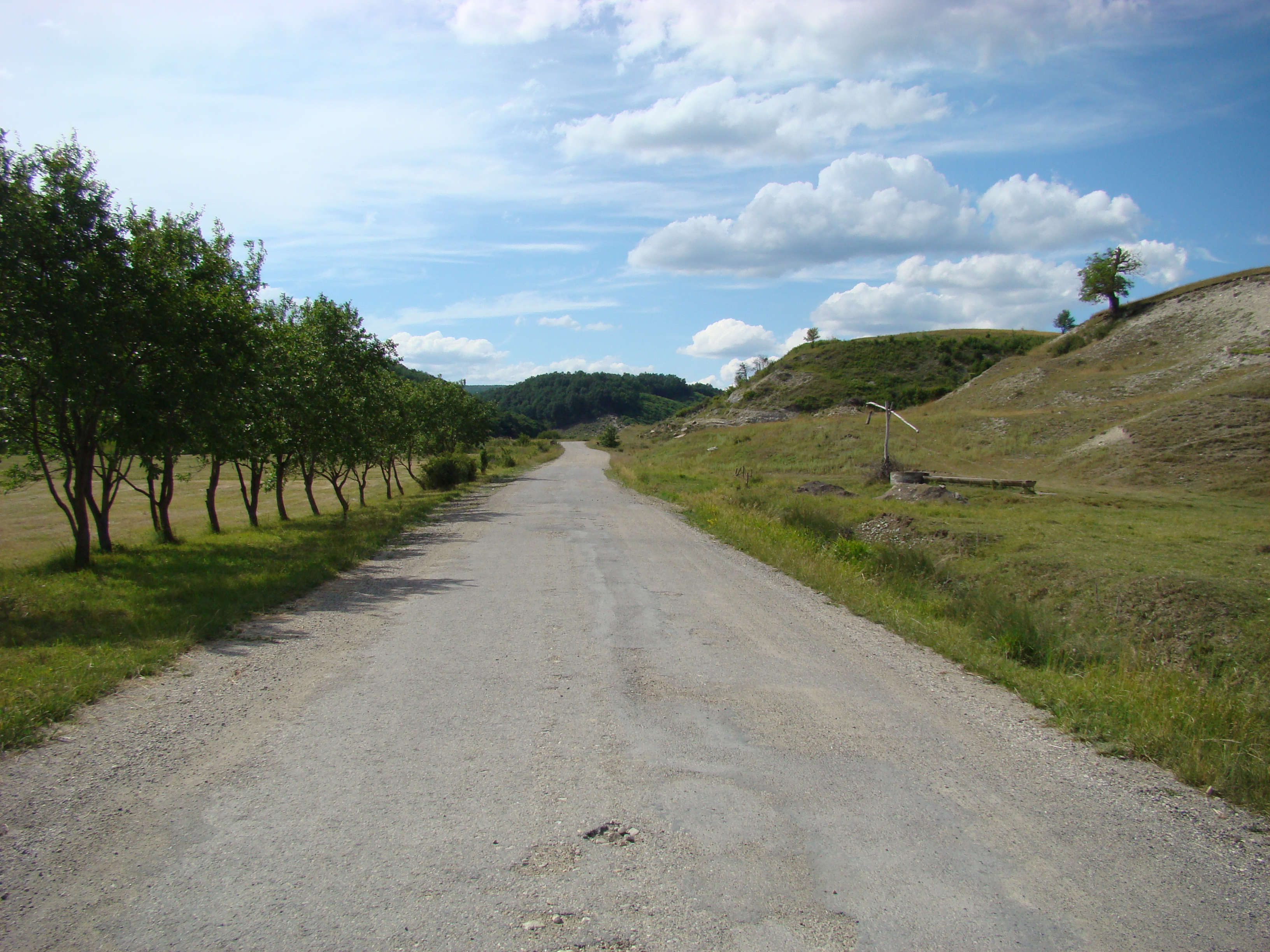
Drumul Aluniș-Vale

## Legături externe
Materiale media legate de Aluniș la Wikimedia Commons